# Classe Tone
La classe Tone fu una classe di incrociatori pesanti della marina imperiale giapponese, costituita da due navi. La capoclasse entrò in servizio nel novembre del 1937, ed entrambe furono intensamente impiegate nel corso della seconda guerra mondiale, operando sul fronte del Pacifico; nessuna delle due sopravvisse alla guerra.

## Progetto
La nave era concepita per portare sei idrovolanti da ricognizione, in quanto i gruppi aerei imbarcati delle portaerei nipponiche non prevedevano aeroplani da ricognizione ma solo da combattimento; pertanto questa funzione veniva assolta dagli idrovolanti degli incrociatori e delle corazzate. Il suo armamento era pertanto posizionato in quattro torri binate poste tutte avanti alla sovrastruttura principale, due delle quali potevano sparare in avanti mentre le altre due soltanto di bordata.

## Unità
- Tone
- Chikuma